# Sant Esteve d'Esclanyà
L'església de Sant Esteve d'Esclanyà està situada dins del terme municipal de Begur, al Baix Empordà. És un monument protegit i inventariat dins el Patrimoni Arquitectònic Català.

## Descripció
Es tracta d'una església de dues naus i capçalera formada per dos absis de planta semicircular. En principi tenia una sola nau, l'actual del costat N. A ponent hi és identificable el parament del frontis primitiu, amb una finestra de doble esqueixada; aquest sector és coronat per un campanar d'espadanya d'època posterior. La volta d'aquesta nau és lleugerament apuntada; l'arc triomfal ha estat malmès; al costat N s'hi afegiren tardanament una capella i la sagristia. El seu absis posseeix una finestra romànica de doble biaix; es dreça sobre una alta socolada que és la resta d'una capçalera més antiga. La nau que s'afegí a migdia és coberta amb volta de canó i l'arc triomf és de mig punt. Al frontis hi ha un rosetó i la porta actual amb llinda motllurada i frontó, que pertanyen a una reforma tardana. L'aparell romànic de la nau N és de carreuó. Les dues naus es comuniquen mitjançant dos arcs formers, un de mig punt i l'altre rebaixat.

## Història
L'església de Sant Esteve d'Esclanyà és documentada des de darreries del segle xiii (1280). Fou construïda als s.XI i XII i la portalada data del s. XVIII. Des del segle xiv el lloc i castell d'Esclanyà estigué en poder dels Cruïlles-Peratallada, com a integrant de la baronia de Begur. Va ser parròquia fins al 1721. El 1847 era església sufragània de la de Llofriu. L'església ha estat objecte d'unes obres de restauració molt discutibles, sobretot a l'interior, a principis dels anys 1970. Actualment està annexada a la parròquia de Sant Pere de Begur.
Actualment el fons documental es troba custodiat per l'Arxiu Diocesà de Girona que ha microfilmat i digitalitzat el fons i n'ha cedit una còpia a l'Arxiu Municipal de Palafrugell.